# Inostemma hispo
Inostemma hispo är en stekelart som beskrevs av Walker 1838. Inostemma hispo ingår i släktet Inostemma och familjen gallmyggesteklar. Inga underarter finns listade i Catalogue of Life.